# Nebojša Jovanović (psihoterapeut)
Nebojša Jovanović (Vučitrn, 1956) srpski je psiholog, psihoterapeut, lajf kouč i književnik, osnivač novog psihoterapijskog pravca O. L. I. Integrativne Psihodinamske Psihoterapije.

## Biografija
Rođen je 29. decembra 1956. godine u Vučitrnu u Srbiji. Osnovnu, srednju školu i Filozofski fakultet (Psihologija, 1981) završio je u Beogradu. Magistrirao je (2008) sa temom „Efekat neurofidbek treninga na poboljšanje koncentracije kod dece sa problemom deficita pažnje“.
Od 1981. do 1989. držao je vežbe na predmetu „Osnovi psihoterapije i savetovanja“, kod profesora dr Vladimira Petrovića, studentima kliničke psihologije Filozofskog fakulteta u Beogradu i radio kao psihoterapeut u Savetovalištu za studente Filozofskog fakulteta u Beogradu. U periodu od 1984. do 1989. godine radi kao psiholog u Centru za socijalni rad na Novom Beogradu na problemima razvoda braka. Od 1989. otvara privatnu praksu psihoterapeuta.
Kao predavač angažovan je (2008—2009) na Višoj školi za primenjenu psihologiju, a od 2009. do 2011. kao asistent na Evropskom univerzitetu - Medicinskoj akademiji u Beogradu, u sklopu Fakulteta za primenjenu psihologiju, na predmetima: „Osnove psihoterapije i savetovanja“ i „Psihoterapijski modaliteti“.
Pohađao je edukacije za psihoanalitički metod (kod profesora dr Vladimira Petrovića, Vojina Matića, Nevenke Tadić, Tamare Štajner Popović...), transakcionu analizu, bioenergetsku psihoterapiju, biofidbek i neurofidbek (kod Erika Pepera, predsednika Biofidbek federacije Evrope, direktora biofidbek instituta dr Monike Fuks, dr Mihaela i Linde Tompson sa Biofidbek instituta u Torontu).

## Doprinosi psihoterapiji
Jovanović je 2003. godine osnovao O. L. I. Integrativnu Psihodinamsku Psihoterapiju koja je akreditovana od UPSKS - Udruženja za Psihoterapiju, Savetovanje i Koučing Srbije i verifikovana od strane Sekcije za psihoterapiju Društva Psihologa Srbije.
Uveo je savremene psihofiziološke metode biofidbek i neurofidbek u Srbiju i osnivač je Biofidbek asocijacije Srbije. Takođe je predsednik O. L. I. Centra za Integrativnu Psihodinamsku Psihoterapiju, Savetovanje i Koučing kao i Evropskog Saveta za Koučing i Mentorstvo - Srbija

## Aktivnosti
Jovanović je razvio plodnu publicističku delatnost iz oblasti psihologije, psihoterapije i književnosti. Održao je veliki broj predavanja iz oblasti psihologije i psihoterapije u gotovo svim većim gradovima Srbije. Duži niz godina je urednik posebnog dodatka „Psihologija za život“ u dnevnom listu Danas. Dobitnik je prestižne nagrade „Žiža Vasić“ koju dodeljuje Društvo psihologa Srbije za popularizaciju psihologije.
U organizaciji Društva psihologa Srbije i Društva učitelja Beograda održava seminare akreditovane kod Ministarstva prosvete republike Srbije „Deficit pažnje i hiperaktivnost dece“ i „Agresivnost kod dece i omladine“.

## Bibliografija
- Архивирано на веб-сајту  (2. фебруар 2014)
- Архивирано на веб-сајту  (1. фебруар 2014)
- Архивирано на веб-сајту  (1. фебруар 2014)
- Архивирано на веб-сајту  (2. фебруар 2014)
- Архивирано на веб-сајту  (18. јануар 2014)

## Spoljašnje veze
- Архивирано на веб-сајту  (16. јануар 2014)